# Jake Andrewartha
Jake Andrewartha (Claremont, 24 de diciembre de 1989) es un deportista australiano que compitió en judo. Ganó siete medallas en el Campeonato de Oceanía de Judo entre los años 2010 y 2016.

## Palmarés internacional
| Campeonato de Oceanía | Campeonato de Oceanía    | Campeonato de Oceanía | Campeonato de Oceanía |
| Año                   | Lugar                    | Medalla               | Categoría             |
| --------------------- | ------------------------ | --------------------- | --------------------- |
| 2010                  | Canberra (Australia)     | Medalla de plata      | +100 kg               |
| 2011                  | Papeete (Francia)        | Medalla de plata      | +100 kg               |
| 2012                  | Cairns (Australia)       | Medalla de plata      | +100 kg               |
| 2013                  | Apia (Samoa)             | Medalla de oro        | +100 kg               |
| 2014                  | Auckland (Nueva Zelanda) | Medalla de plata      | +100 kg               |
| 2015                  | Païta (Francia)          | Medalla de oro        | +100 kg               |
| 2016                  | Canberra (Australia)     | Medalla de bronce     | +100 kg               |